# Lapela
Lapela is een plaats (freguesia) in de Portugese gemeente Monção en telt 248 inwoners (2001).

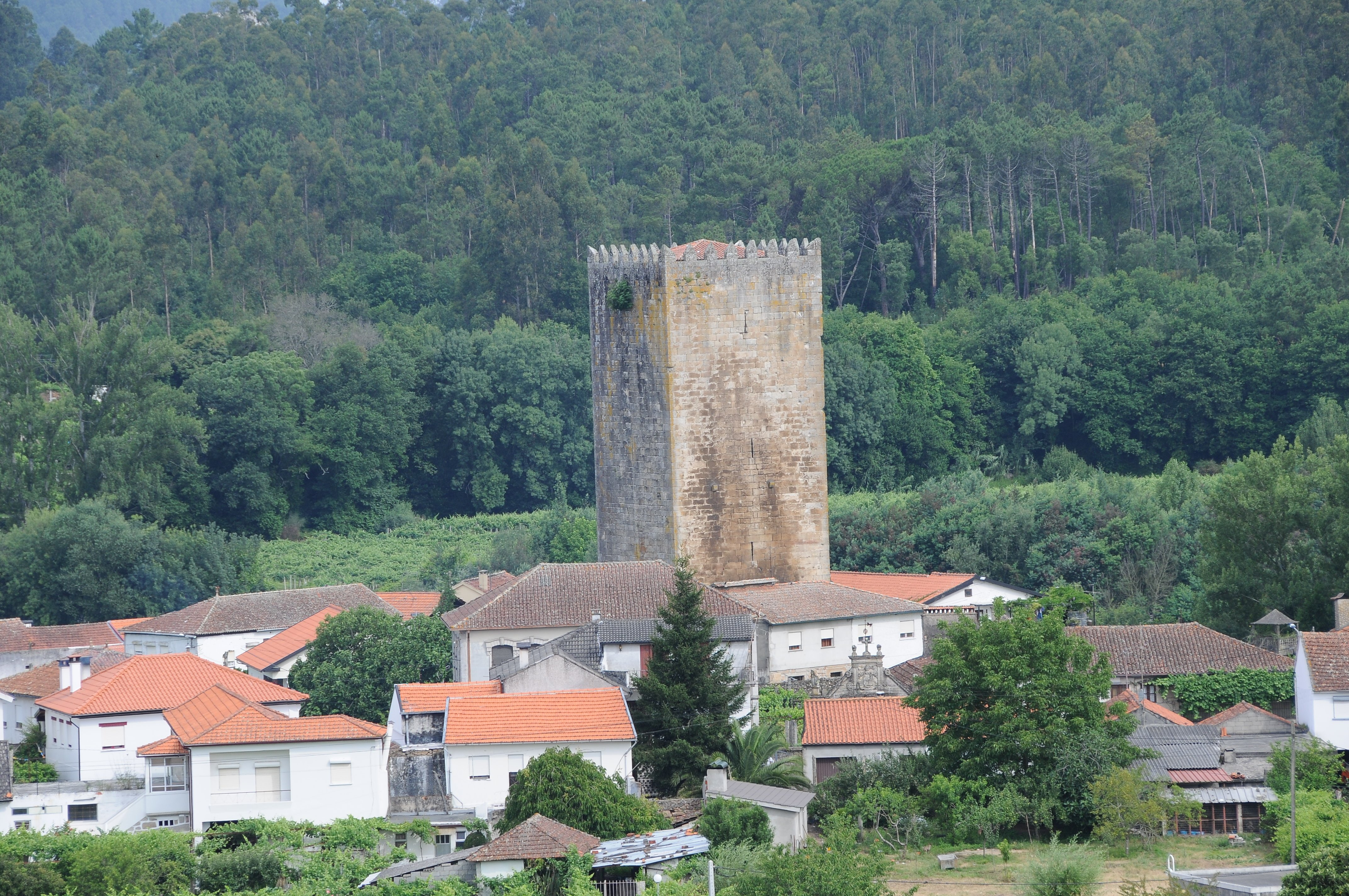
Lapela
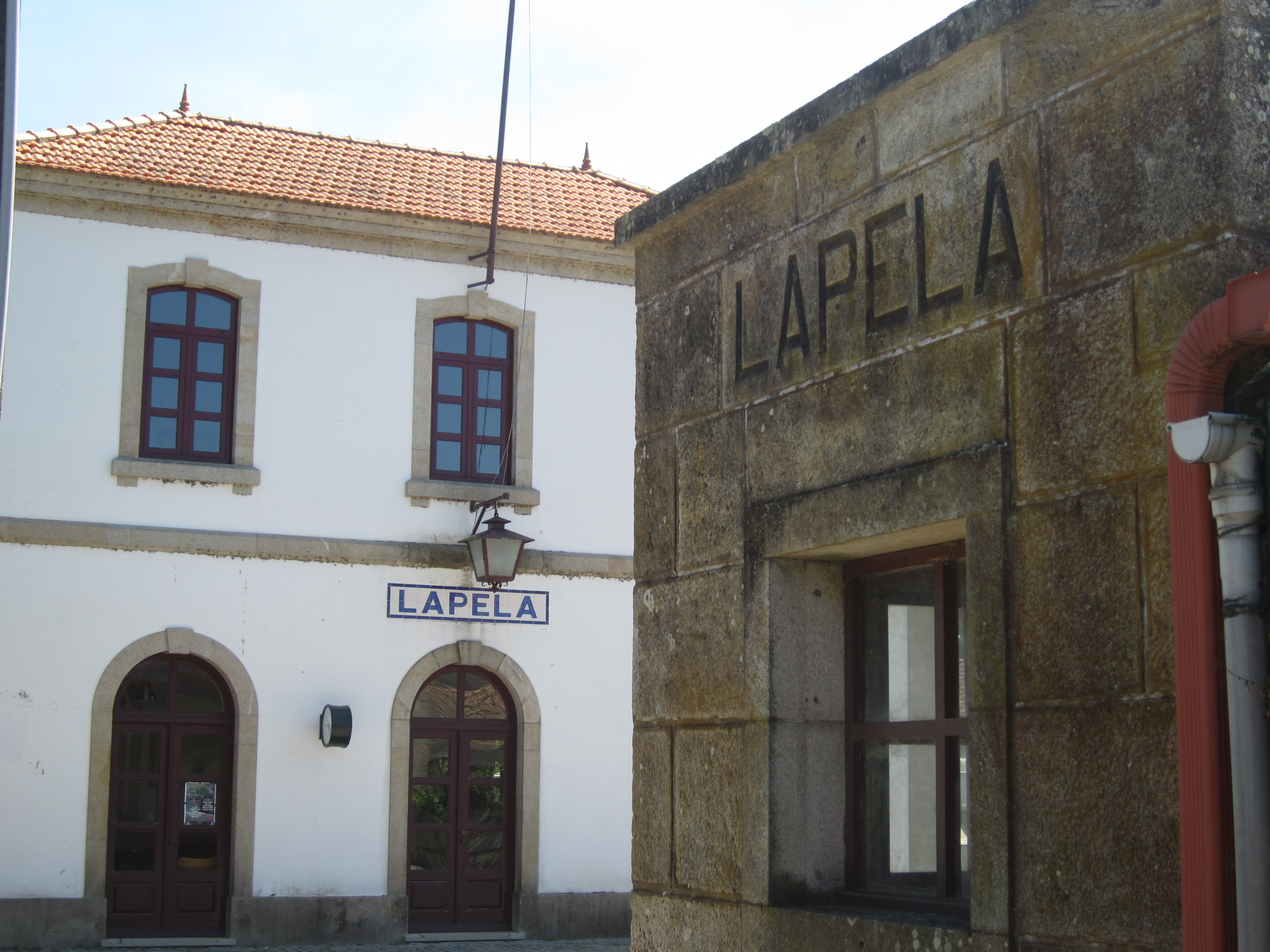
Voormalig station van Lapela

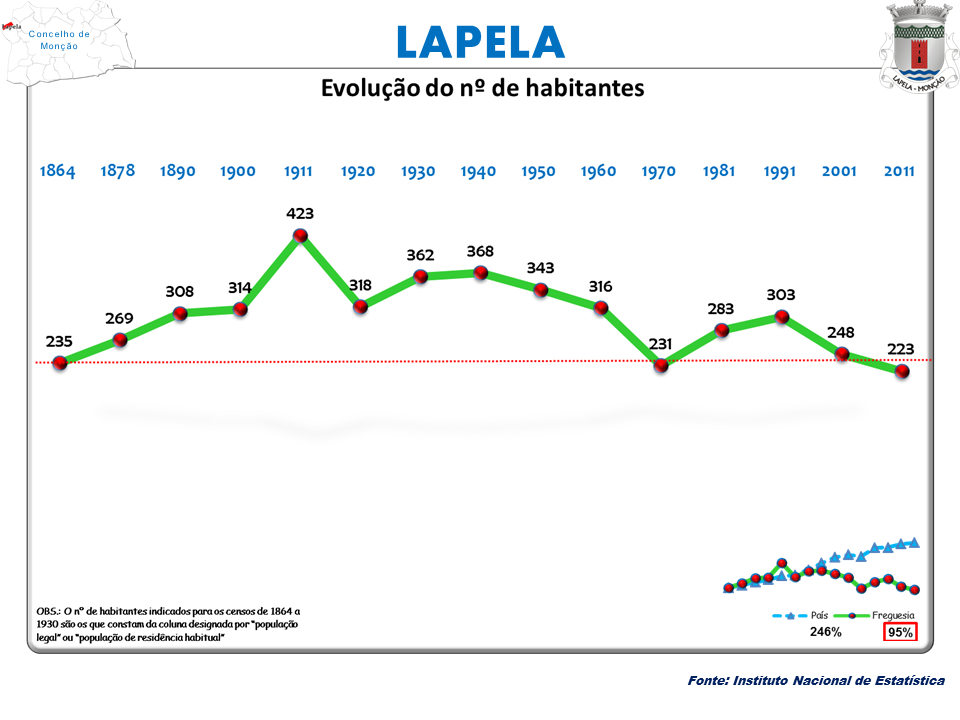
Bevolkingsontwikkeling tussen 1864 en 2011